# شاهینک‌ها
شاهینک‌ها یا شاهینک‌های نمادین (نام علمی: Microhierax)، یک سرده پرنده شکاری از خانواده شاهینان هستند. آنها در جنوب شرق آسیا یافت می‌شوند و کوچک‌ترین اعضای شاهین‌سانان هستند که به‌طور متوسط حدود ۱۵ سانتیمتر (۵٫۹ اینچ) طول و ۳۵ گرم (۱٫۲ اونس) وزن دارند. کوچک‌ترین عضو این سرده، شاهینک ران‌سیاه نسبتاً گسترده و شاهینک پیشانی‌سفید در جزیره بورنئو هستند.
| نگاره | نام علمی                  | نام رایج                  | پراکندگی                                                                         |
| ----- | ------------------------- | ------------------------- | -------------------------------------------------------------------------------- |
|       | Microhierax caerulescens  | شاهینک یقه‌دار شاهین پاسرخ | بنگلادش، بوتان، کامبوج، هند، لائوس، میانمار، نپال، تایلند، مالزی و ویتنام.       |
|       | Microhierax fringillarius | شاهینک ران‌سیاه            | برونئی دارالسلام، میانمار، تایلند، مالزی، سنگاپور و اندونزی. و ولگرد به سریلانکا |
|       | Microhierax latifrons     | شاهینک پیشانی‌سفید         | صباح در جزیره بورنئو                                                             |
|       | Microhierax erythrogenys  | شاهین فیلیپینی            | فیلیپین                                                                          |
|       | Microhierax melanoleucus  | شاهینک پیسه               | بنگلادش، بوتان، چین، هنگ کنگ، هند، لائوس و ویتنام.                               |